# شهرستان قزاق
قَزاق (به لاتین: Qazax) نام بخشی است در شمال غربی جمهوری آذربایجان. این بخش دو قسمت محصور در خاک ارمنستان با نام‌های اسکی‌پاره بالا و برخودارلی دارد که هر دو ناحیه در خلال جنگ قره‌باغ به تصرف نیروهای ارمنستان در آمد.

## نگارخانه

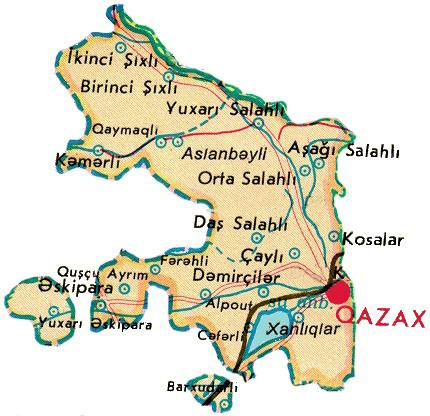
نقشه شهرستان قزاق